# Тортола Валенсия, Кармен
Ка́рмен То́ртола Вале́нсия (исп.  Carmen Tórtola Valencia, 18 июня 1882, Севилья — 15 марта 1955, Барселона) — испанская танцовщица и хореограф, специализировалась на индийских, африканских и арабских танцах.

## Биография
Родители — скромного достатка, отец — каталонец, мать — из Андалусии. В три года вместе с семьей переехала в Лондон. Родители умерли в Мексике, отец — в 1891, мать — в 1894. Воспитывалась в богатой и знатной британской семье, её покровитель скончался в 1906 году. Владела шестью языками, хорошо рисовала. Решила посвятить себя танцу, хотя никогда не училась танцам.
Вдохновлялась Айседорой Дункан. Увлекалась восточными танцами, изучала их по книжным источникам. Дебютировала в лондонском Gaity Theatre в спектакле Гавана (1908). Тут же была приглашена в Фоли-Бержер, получила прозвище Прекрасная Валенсия (по образцу Прекрасной Отеро). Постоянно концертировала в разных странах мира (Англия, Германия, Дания, Греция, Россия, Индия, США, страны Латинской Америки). Её дебют в Испании состоялся в 1911 году в Мадриде, также выступала в Барселоне вместе с Ракель Мельер (1915). Её искусство высоко ценили видные испанские интеллектуалы: Хасинто Бенавенте, Пио Бароха, Валье-Инклан и Эмилия Пардо Басан. Последняя назвала её реинкарнацией Саломеи. Ею увлекались Д’Аннунцио и маркиз де Винент. Её портрет написал Сулоага (1912). Ей посвящали стихи Рубен Дарио, Рамон Гомес де ла Серна, Франсиско Вильяэспеса и другие поэты. Дважды снялась в кино (1915). В последний раз выступила на сцене в ноябре 1930 года в Эквадоре.
В годы гражданской войны была на стороне Республики, жила в Барселоне. Последние десятилетия провела в затворничестве, коллекционировала картины и гравюры, увлеклась буддизмом.
Отличалась свободой поведения, имела множество любовников, не выходила замуж. Долгие годы жила с подругой и наперсницей Анхелес Магрет-Вила́, которую представляла как дочь. Вместе с тем, тщательно оберегала свою личную жизнь от публики и никогда не делилась её подробностями. Так, в частности, много загадочного осталось в её происхождении.

## Образ в культуре
Появляется как колоритный персонаж эпохи в романе Луиса Антонио де Вильены Божественный (1994).